# Philippe Loyte d'Aresches
Philippe Loyte, (Loyete ou Loete) d'Aresches surnommé "le chevalier sans reproche", mort à Salins le 25 mars 1511, est un militaire et une personnalité franc-comtoise des XVe et XVIe siècles. Il est connu pour avoir été le maître d’hôtel de Maximilien d'Autriche et pour avoir participé à la bataille de Dournon.

## Histoire

### Origines
Philippe naît dans le milieu du XVe siècle à Salins, dans l'une des principales familles bourgeoises de la ville Salins dans le Jura qui accéda à la noblesse au commencement du XVe siècle. Son père Gérard Loyte est écuyer tranchant de Philippe le bon. Cette famille possède la seigneurie d'Aresches. 

### Carrière militaire
Les premières traces de Philippe datent de 1475 où il se fait remarquer en combattant au côté de Charles le téméraire à la tête d'un escadron, sans doute au siège de Nancy. Il devient la même année l'échanson du duc de Bourgogne. À la mort de Charles le téméraire, il est appelé à être le maître d’hôtel de l'empereur Maximilien. En 1492, il est à la tête d'une compagnie d'auxiliaires comtois qui prend place dans la ville de Salins ou de par l'empereur, il en reçoit officiellement le commandement. En janvier 1493, il participe à la seconde journée de la bataille de Dournon où, averti des intentions françaises, il quitte Salins avec 300 hommes rejoints bientôt par 200 recrues d'Arbois pour rejoindre l'armée de Chapelard sur le point d'être attaquée. Grâce à son intervention la bataille est un succès décisif, les Français sont vaincus. Il codirige ensuite, avec Chapelard, le siège du château de Bracon qui finit par se rendre en mars de la même année.

### Grand-Maître de la Saunerie de Salins
À Worms, en 1495 il est récompensé et fait écuyer par l'empereur qui l'appelle alors « le chevalier sans reproche »; même s'il est à peu près avéré qu'il n'eut jamais officiellement le titre de chevalier. En 1507 il est fait Grand-maître de la Saunerie de Salins, il est le représentant officiel de l'empereur dans la ville et possède les pouvoirs administratif, judiciaire et de police. Il reforme en partie et réglemente de façon novatrice la sylviculture dans le secteur de Salins. Il meurt dans sa ville natale le 25 mars 1511. Il est inhumé avec sa célèbre épée d'or, dans la chapelle Sainte-Anne de l'église des cordeliers de Salins avec cette épitaphe : « Ci gist messire Philippe Loyte. Chevalier sans reproche jadis maître d’hôtel de l'empereur Maximilien et par dessus en la Saunerie de Salins, lequel trépassa le 25 jour de mars l'an 1511. Dieu ait son âme. »

## Armes et Nom
Blason: "D'azur à un agneau pascal d'argent, onglé d'or"
 
À l'origine cette famille portait le nom d' "Hostie"